# Альменевский район
Альме́невский район — административно-территориальная единица (район) в Курганской области России. В рамках организации местного самоуправления в границах района существует муниципальное образование Альменевский муниципальный округ (с 2004 до 2021 гг. — муниципальный район).
Административный центр — село Альменево.

## География
Район расположен в юго-западной части Курганской области и граничит с Челябинской областью и с Сафакулевским, Щучанским, Шумихинским, Мишкинским, Куртамышским и Целинным районами области.
Речная сеть не развита. Много озёр, наиболее крупные: Кактурналыколь, Алаколь, Балсыкты, Майлык, Большой Ильдяш.

## История
Ичкинские татары, ныне населяющие территории Альменевского, Шадринского, Шатровского и Целинного районов, переселились на зауральские земли после падения Казанского ханства с территории Поволжья и в 1556 году обосновались у безымянного притока реки Исеть. Населённый пункт и приток реки назвали Эцкен (Ичкин) от глагола «пить» («эцкен» — буквально — «попе́й»). По преданию, поселенцы искали места поудобней, с хорошей питьевой водой.
Эти татары участвовали в освоении Сибири, оказывали большую помощь Ермаку в его борьбе против хана Кучума. За заслуги царь пожаловал ичкинцам часть завоёванных земель, а их самих перевёл на положение беломестного (льготного) казачества. Это казачество должно было охранять завоёванные земли от набегов кочевых племён.
В 1586 году ичкинские татары переселись на территорию современного Альменевского района, основав свои поселения Билькау (ныне Альменево), Вишняково, Учкулево.
До 1917 года территория района находилась в составе Ичкинской и Катайской волостей Челябинского уезда Оренбургской губернии.
В 1919—1922 гг. — в составе Яланского кантона Автономной Башкирской Советской Республики.
На основании постановлений ВЦИК от 3 ноября и 12 ноября 1923 года в составе Челябинского округа Уральской области образован Катайский район с центром в д. Танрыкулово (этот Катайский район не следует путать с Катайским районом Шадринского округа той же области, так же образованном на основании постановления ВЦИК от 3 ноября и 12 ноября 1923 года).
Декретом ВЦИК от 30 ноября 1926 года центр Катайского района перенесён в д. Альменево. Постановлением ВЦИК от 20 апреля 1930 года Катайский район упразднён, его территория вошла в состав Ялано-Катайского района с центром в с. Сафакулево.

### 1940—1963 гг.
Указом Президиума Верховного Совета РСФСР от 12 ноября и 17 декабря 1940 года Ялано-Катайский район Челябинской области разделен на Альменевский район с центром в с. Альменево и Сафакулевский район с центром в с. Сафакулево. В состав Альменевского района вошло 14 сельсоветов: Альменевский, Бороздинский, Бухаровский, Вишняковский, Иванковский, Искандаровский, Казенский, Кулсаринский, Наримановский, Табайлинский, Танрыкуловский, Тузовский, Учкулевский, Шариповский.
Указом Президиума Верховного Совета СССР от 6 февраля 1943 года район включён в состав Курганской области.
Указом Президиума Верховного Совета СССР от 14 июня 1954 года упразднены Искандеровский и Учкулевский сельсоветы; Кулсаринский и Табайлинский сельсоветы объединены в Парамоновский сельсовет, Бухаровский и Наримановский сельсоветы объединены в Юламановский сельсовет.
Решением Курганского облисполкома от 28 февраля 1959 года из Куртамышского района переданы Рыбновский и Чистовский сельсоветы.
Решением Курганского облисполкома от 14 мая 1959 года упразднён Вишняковский сельсовет.
Указом Президиума Верховного Совета РСФСР от 1 февраля 1963 года Альменевский район упразднён, его территория вошла в состав укрупнённых Целинного и Щучанского сельских районов.

### С 1965 года
Указом Президиума Верховного Совета РСФСР от 12 января 1965 года вновь образован Альменевский район в составе Курганской области с центром в с. Альменево. В его состав вошло 10 сельсоветов: Альменевский, Бороздинский, Иванковский, Казенский, Парамоновский, Рыбновский, Танрыкуловский, Чистовский, Шариповский, Юламановский.
Решением Курганского облисполкома от 17 мая 1965 года образован Ягодинский сельсовет.
Решением Курганского облисполкома от 19 декабря 1973 года образован Малышевский сельсовет.
Законом Курганской области от 29 июня 2021 года № 72 в районе упразднены все сельсоветы, муниципальный район и все входящие в его состав сельские поселения к 10 июля 2021 года преобразованы в муниципальный округ.

## Население
| 1959    | 1970    | 1979    | 1989    | 2002    | 2009    | 2010    |
| ------- | ------- | ------- | ------- | ------- | ------- | ------- |
| 18 094  | ↗22 021 | ↘19 714 | ↘18 983 | ↘15 240 | ↘12 806 | ↘12 412 |
| 2011    | 2012    | 2013    | 2014    | 2015    | 2016    | 2017    |
| ↘12 365 | ↘11 764 | ↘11 204 | ↘10 784 | ↘10 431 | ↘10 120 | ↘9930   |
| 2018    | 2019    | 2020    | 2021    |         |         |         |
| ↘9625   | ↘9403   | ↘9233   | ↘8070   |         |         |         |

### Национальный состав
По итогам переписи населения 2020 года: русские — 40 %, башкиры — 25,1 %, татары — 23,7 %.
По итогам переписи населения 2010 года: русские — 40 %, башкиры — 32,8 %, татары — 23,4 %.
Район является территорией компактного расселения этнографической группы татар — ичкинские татары. Это старинные сёла Альменево, Иванково, Учкулево, Тузово, Вишняково.
Также в районе расположены башкирские сёла и деревни, крупнейшее из которых с. Танрыкулово (Таргул), а также Юламаново, Аскарово, Зейникаево, Мир, Убалино, Шарипово, Искандарово, Казаккулово, Подъясово, Байганино, Бухарово, Поляна и Майлык, Алакуль. В 50-е годы 20 века исчезли с карты района в связи с укрупнением ряд башкирских деревень - Балсыклы, Бишкама, Буретушкан, Ильясово, Килей Тамакова, Куйбаково, Манатово, Туйгун, Янаул.
Во время короткого периода существования Яланского кантона Башкирской республики с. Танрыкулово являлось центром этого кантона.
На юго-западе района расположено несколько русских сёл — с. Парамоново, с. Рыбное, с. Чистое.
Также в некоторых деревнях проживают группы казахских и чувашских семей.

## Территориальное устройство
В рамках административно-территориального устройства, до 2021 года район делился на административно-территориальные единицы: 10 сельсоветов.
В рамках муниципального устройства, до 2021 года в одноимённый муниципальный район входили 10 муниципальных образований со статусом сельских поселений.
| №        | Бывшее муниципальное образование | Административный центр | Количество населённых пунктов | Население (чел.) | Площадь (км²) |
| -------- | -------------------------------- | ---------------------- | ----------------------------- | ---------------- | ------------- |
| 1        | Альменевский сельсовет           | село Альменево         | 1                             | ↗3755            | 37,56         |
| 2        | Бороздинский сельсовет           | село Бороздинка        | 4                             | ↘456             | 305,60        |
| 3        | Иванковский сельсовет            | село Иванково          | 3                             | ↘218             | 236,90        |
| 4        | Казенский сельсовет              | село Казенное          | 3                             | ↘410             | 133,57        |
| 5        | Малышевский сельсовет            | село Малышево          | 3                             | ↘816             | 270,74        |
| 6        | Парамоновский сельсовет          | село Парамоново        | 2                             | ↘333             | 102,80        |
| 6.000001 | Рыбновский сельсовет             | село Рыбное            | 1                             | ↘97              | 100,54        |
| 7        | Танрыкуловский сельсовет         | село Танрыкулово       | 4                             | ↘853             | 282,30        |
| 7.000002 | Чистовский сельсовет             | село Чистое            | 1                             | ↘238             | 93,97         |
| 8        | Шариповский сельсовет            | село Мир               | 4                             | ↘1215            | 318,80        |
| 9        | Юламановский сельсовет           | село Юламаново         | 4                             | ↘580             | 257,66        |
| 10       | Ягоднинский сельсовет            | село Ягодное           | 3                             | ↘597             | 345,56        |

Законом Курганской области от 25 октября 2017 года, в состав Ягоднинского сельсовета были включены два села двух упразднённых Чистовского и Рыбновского сельсоветов (соответственно сёла Чистое и Рыбное).
Законом Курганской области от 29 июня 2021 года, муниципальный район и все входившие в его состав сельские поселения были упразднены и преобразованы путём их объединения в муниципальный округ; помимо этого были упразднены и сельсоветы района как его административно-территориальные единицы.

## Населённые пункты
В Альменевском районе (муниципальном округе) 33 населённых пункта (все — сельские).
| №  | Населённый пункт  | Тип     | Население | Бывшее муниципальное образование |
| -- | ----------------- | ------- | --------- | -------------------------------- |
| 1  | Алакуль           | деревня | ↘314      | Малышевский сельсовет            |
| 2  | Альменево         | село    | ↘3664     | Альменевский сельсовет           |
| 3  | Аскарово          | деревня | ↘116      | Юламановский сельсовет           |
| 4  | Байганино         | деревня | ↘192      | Шариповский сельсовет            |
| 5  | Бороздинка        | село    | →320      | Бороздинский сельсовет           |
| 6  | Бухарово          | деревня | ↘165      | Юламановский сельсовет           |
| 7  | Вишняково         | деревня | ↘203      | Ягоднинский сельсовет            |
| 8  | Зеникай           | деревня | ↘137      | Казенский сельсовет              |
| 9  | Иванково          | село    | ↘260      | Иванковский сельсовет            |
| 10 | Искандарово       | деревня | ↗145      | Бороздинский сельсовет           |
| 11 | Казаккулово       | деревня | ↘142      | Танрыкуловский сельсовет         |
| 12 | Казенное          | село    | ↘414      | Казенский сельсовет              |
| 13 | Килей-Казаккулово | деревня | ↘115      | Казенский сельсовет              |
| 14 | Ковыльное         | деревня | ↘27       | Иванковский сельсовет            |
| 15 | Крутой Лог        | деревня | ↘113      | Танрыкуловский сельсовет         |
| 16 | Майлык            | деревня | →266      | Бороздинский сельсовет           |
| 17 | Малышево          | село    | ↘441      | Малышевский сельсовет            |
| 18 | Мир               | село    | ↘887      | Шариповский сельсовет            |
| 19 | Озерное           | деревня | ↘87       | Юламановский сельсовет           |
| 20 | Парамоново        | село    | ↘331      | Парамоновский сельсовет          |
| 21 | Подъясово         | деревня | ↘162      | Танрыкуловский сельсовет         |
| 22 | Поляна            | деревня | ↘185      | Шариповский сельсовет            |
| 23 | Рыбное            | село    | ↘102      | Ягоднинский сельсовет            |
| 24 | Солнечная         | деревня | ↘61       | Ягоднинский сельсовет            |
| 25 | Танрыкулово       | село    | ↘703      | Танрыкуловский сельсовет         |
| 26 | Тузово            | деревня | ↘95       | Иванковский сельсовет            |
| 27 | Убалино           | деревня | ↘111      | Парамоновский сельсовет          |
| 28 | Учкулево          | деревня | ↘256      | Малышевский сельсовет            |
| 29 | Чистое            | село    | ↗254      | Ягоднинский сельсовет            |
| 30 | Шарипово          | село    | ↘371      | Шариповский сельсовет            |
| 31 | Щучанка           | деревня | ↘95       | Бороздинский сельсовет           |
| 32 | Юламаново         | село    | ↘546      | Юламановский сельсовет           |
| 33 | Ягодное           | село    | ↘274      | Ягоднинский сельсовет            |

## Экономика
Основу экономики района составляет сельскохозяйственное производство. Самое значительное по объёмам производимой продукции предприятие района — СПК «Зауральский» из с. Юламаново, специализированный на выращивании крупного рогатого скота и зерновых культур.

## Известные жители
Герой Социалистического Труда, родившийся на этой территории: К. Е. Дарбаев (1932—2007)

### Руководители органов исполнительной власти

#### Глава Альменевского района
- 1993—1995 — Стюрин Валерий Александрович; назначен в 1993 году
- 1995—2000 — Белоусов Анатолий Федорович; назначен в 1995 году, в 1996 году избран в первом туре (35,52 % голосов)
- 2000—2004 — Бабиков Анатолий Иванович; в 2000 году избран в первом туре (27,37 % голосов)
- 2000—2019 — Сулейманов Дамир Яруллович; в 2004 году избран в первом туре (36,23 % голосов); в 2009 году избран на второй срок (71,57 % голосов); 14 сентября 2014 года переизбран на третий срок.
- 25 декабря 2019 — 29 марта 2021 — Яшников Владимир Анатольевич; 10 декабря 2019 года в ходе тайного голосования 12 из 15 депутатов Альменевской районной Думы проголосовали за его кандидатуру; ушёл в отставку по собственному желанию в связи с состоянием здоровья.
- 2021 — Каримов Ринат Ришатович; и. о. Главы Альменевского района; с 12 ноября 2021 года — руководитель ликвидационной комиссии, 8 июля 2022 года ликвидировано юридическое лицо Администрация Альменевского района (ИНН 4503000910)

#### Глава Альменевского муниципального округа Курганской области
16 декабря 2021 года зарегистрирована Администрация Альменевского муниципального округа Курганской области (ИНН 4524097692)
- с 10 декабря 2021 — Снежко Алексей Васильевич; 10 декабря 2021 года состоялось заседание Думы Альменевского муниципального округа Курганской области, 13 из 13 присутствующих на заседании депутатов проголосовали за его кандидатуру.

### Руководители органов законодательной власти

#### Председатель Альменевской районной Думы
Альменевская районная Дума была сформирована в соответствии с законом Курганской области от 05 февраля 1996 года № 37 «О местном самоуправлении в Курганской области» и Законом Курганской области от 22 июля 1996 года № 67 «О выборах депутатов представительных органов местного самоуправления Курганской области». В соответствии с Уставом района были избраны 15 депутатов.
- I созыв (выборы 24 ноября 1996 — сентябрь 2000)
  - 1996 — сентябрь 1998 — Каримов Ринат Ришатович
  - 30 сентября 1998 — сентябрь 2000 — Бабиков Анатолий Иванович
- II созыв (выборы 26 ноября 2000 — ноябрь 2004)
  - декабрь 2000 — декабрь 2002 — Тхай Леонид Константинович
  - декабрь 2002 — ноябрь 2004 — Захаров Валерий Федорович
- III созыв (выборы 28 ноября 2004 — 2010) — Белоусов Анатолий Федорович
- IV созыв (выборы 14 марта 2010 — 2015) — Белоусов Анатолий Федорович
- V созыв (выборы 13 сентября 2015 — 2020) — Белоусов Анатолий Федорович
- VI созыв (выборы 13 сентября 2020 — 2021) — Султанов Марс Салмжанович; с 12 ноября 2021 года — руководитель ликвидационной комиссии, 8 июля 2022 года ликвидировано юридическое лицо Альменевская районная Дума (ИНН 4503003929)

#### Председатель Думы Альменевского муниципального округа Курганской области
25 января 2022 года зарегистрирована Дума Альменевского муниципального округа Курганской области (ИНН 4524097808)
- I созыв (выборы 31 октября 2021 — 2026) Султанов Марс Салимжанович